# 묘법연화경 권제4~7
묘법연화경 권제4~7(妙法蓮華經 卷第四~七)은 대한민국 경상남도 창원시에 있는 묘법연화경권이다. 2005년 7월 21일 경상남도의 유형문화재 제432-3호로 지정되었다.

## 개요
봉림사가 소장중인 불교전적류 모두 8건으로 각각의 명칭은 묘법연화경권제1, 묘법연화경권제3,4, 묘법연화경권제4~7, 금강반야바라밀경(상), 약사유리광여래본원공덕경, 불정심관세음보살대다라니경, 월인석보제21(상), 불설대보부모은중경이다.
구마라습이 지은 묘법연화경 제1권은 목판본으로 간기는 없으나 지질, 판식 등으로 보아 14세기에 간행된 절첩장으로 보인다. 절첩장(折帖裝)은 권자본에 이어 고려 중후기에 많이 만들어진 것으로 서지학적으로 중요한 자료로 취급되고 있다.
본 불경의 경우 인쇄상태가 선명하므로 불경연구, 서지학연구 및 장정연구 등에 아주 귀중한 자료이다.

## 참고 자료
- 묘법연화경 권제4~7 - 국가유산청 국가유산포털